# Han Deqiang
Han Deqiang（韩德强, né en 1967, est professeur d'économie à Pékin.
Il est le critique chinois le plus influent contre la mondialisation. Il a essayé de convaincre la Chine de ne pas adhérer aux grandes instances internationales comme l'OMC et le FMI. 

Il défend l'idée d'une économie sociale de marché protégée pour la Chine et estime que les chinois ne bénéficient pas de la mondialisation de l'économie actuellement. Celle-ci serait surtout accaparée par les multinationales.
Il a aussi travaillé sur la Théorie des jeux. En 2004, il a organisé une pétition contre la guerre d'Irak. Il n'a pas été censuré par le gouvernement chinois.